# هولم ولفيلد (تشيشير)
هولم ولفيلد (بالإنجليزية: Hulme Walfield)‏ هي قرية وأبرشية مدنية تقع في المملكة المتحدة في إنجلترا. يقدر عدد سكانها بـ 140 نسمة .